# フロレスターノ・ペペ
フロレスターノ・ペペ(イタリア語: Florestano Pepe、1778年3月4日 - 1851年4月3日)は、イタリアのイタリア統一運動時代の軍人、愛国者である。イタリア統一運動の初期にあたるナポリ革命およびシチリア革命で活躍した。弟は同じくナポリ革命で活躍したグリエルモ・ペペ。

## 生涯

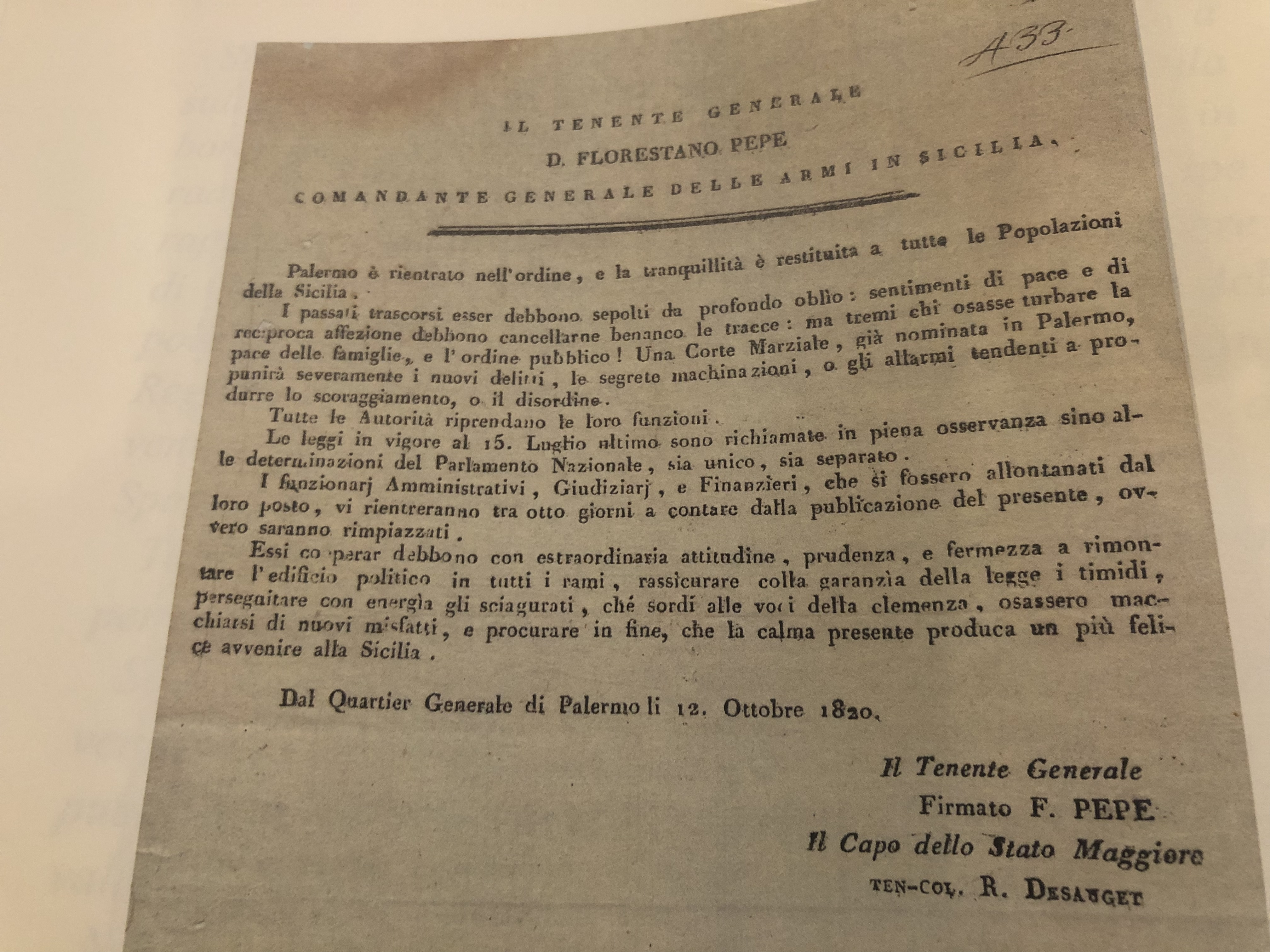
1820年10月12日、フロレスターノ・ペペがナポリに送ったシチリア革命政府に関する報告書の原本

フロレスターノ・ペペは1778年3月4日、当時ナポリ王国の領土であったカラブリアのスクイッラーチェの貴族の家に生まれた。幼い頃より軍人を志しヌンツィアテッラ軍人学校に入学し、歩兵連隊の旗手を務めた。1796年には将校となり、1799年にはナポレオン・ボナパルト率いるフランス軍によって樹立されたパルテノペア共和国防御のためナポリに着任した。しかしブルボン家の軍勢に敗北するとパルテノペア共和国は滅亡しナポリ王国が復興、ペペはフランス軍に匿われてそこでナポレオン・ボナパルトやジョアシャン・ミュラに仕えるようになる。このときの敗北から、専制主義を否定し立憲革命を志向するようになる。
フランス軍に務めている間は、1812年ロシア戦役にも参加し生還。1815年には、ジョアッキーノ1世としてナポリ国王になったジョアシャン・ミュラ率いるナポリ王国に付いて、オーストリア帝国と戦った（トレンティーノの戦い）。これら武勲が認められペペは中将に昇格し、その後両シチリア王国となってブルボン家がナポリを統治するようになっても、両シチリア王国軍中将としてその名誉は維持された。
しかし立憲に対する情熱は消えておらず、1820年7月には弟のグリエルモ・ペペとともにナポリ革命に参加した。またシチリア革命により成立したシチリア革命政府と接触するため、約7000人もの軍勢を率いてパレルモに派遣された。テルミニ・イメレーゼで議会や憲法やシチリア島の分離独立に関連する妥協的なテルミニ協定を9月22日に結び、その旨をナポリの革命政府に伝えた。
だがナポリ革命政府はシチリアが分離独立を目指しているのではないかという危惧のもと強硬路線を維持し、ピエトロ・コレッタにシチリア島を征服させるとともにペペを引き揚げさせた。それから数ヶ月後、ライバッハ会議ではフェルディナンド1世がナポリ革命政府を裏切り革命勢力を倒すよう神聖同盟諸国に訴える。その結果、ナポリ革命政府はオーストリア帝国と衝突する事になりそれを見越してペペは参謀長に任命された。1821年3月21日にはオーストリア帝国軍がナポリに凱旋し、指揮官であったペペは捕縛を恐れて逃亡。
その後はイタリア統一を志しつつも弟のグリエルモ・ペペほど積極的に活動する事はなく、1851年4月3日にトリノで息を引き取った。